# Station Kozy
Station Kozy is een spoorwegstation in de Poolse plaats Kozy.